# Skylab 4
Skylab 4 var den tredje och sista flygningen till den amerikanska rymdstationen Skylab. Farkosten sköts upp med en Saturn IB-raket från Kennedy Space Center LC 39B den 28 juli 1973.
Man dockade med rymdstationen några timmar efter uppskjutningen.
Efter 83 dagar ombord lämnade man rymdstationen den 8 februari 1974. Några timmar senare återinträdde man i jordens atmosfär och landade i Stilla havet.
Besättningen bestod av astronauterna Gerald P. Carr, Edward Gibson och William Pogue.

### Fotnoter
1. ↑  ”NASA Space Science Data Coordinated Archive” (på engelska). NASA. https://nssdc.gsfc.nasa.gov/nmc/spacecraft/display.action?id=1973-090A. Läst 27 mars 2020.